# Acalolepta iwahashii
Acalolepta iwahashii är en skalbaggsart som beskrevs av Makihara 1992. Acalolepta iwahashii ingår i släktet Acalolepta och familjen långhorningar. Inga underarter finns listade i Catalogue of Life.